# Unidade Islâmica do Mujahidin do Afeganistão
A Unidade Islâmica do Mujahidin do Afeganistão, também conhecida como Aliança Mujahidin dos Sete Partidos ou Sete de Peshawar, foi uma aliança afegã formada em 1981 ou 1985 pelos sete partidos afegãos mujahidin que lutavam contra os soviéticos que sustentavam a República Democrática do Afeganistão durante a Guerra Afegã-Soviética. A aliança procurou funcionar como uma frente diplomática unida para a opinião mundial e buscou representação nas Nações Unidas e na Organização da Conferência Islâmica.
Todos os grupos constituintes foram muçulmanos sunitas e todos eram majoritariamente pashtuns, exceto o Jamiat-i-Islami que era predominantemente tajique. Outra aliança mujahideen menor, mas dominante, era composta principalmente de muçulmanos xiitas sendo designada Oito de Teerã - uma aliança de oito facções xiitas afegãs, apoiadas pelo Irã.
Embora a aliança Sete de Peshawar assumisse sua configuração formal em meados da década de 1980, havia existido de facto como bloco político desde maio de 1979, quando o governo paquistanês decidiu limitar o fluxo de ajuda financeira estrangeira, principalmente dos Estados Unidos (sob a Doutrina Reagan) e a Arábia Saudita, às referidas sete organizações, reduzindo assim o abastecimento monetário aos grupos de resistência nacionalistas e de esquerda.

## Formação da aliança
Embora os dois principais estudiosos sobre esta questão concordem que a coalizão foi fundada sob pressão dos Estados Unidos, da Arábia Saudita e do Paquistão, como uma coalizão de grupos que lutavam contra a ocupação soviética do Afeganistão, existem reivindicações díspares sobre quando a coalizão foi formada e quem foi responsável por financiá-la. De acordo com Tom Lansford, autor de A bitter harvest: US foreign policy and Afghanistan, o grupo foi formado em 1985 e financiado pelos sauditas. No entanto, Vijay Prashad, Diretor do Programa de Estudos Internacionais no Trinity College, Hartford, Connecticut, afirma que a fundação ocorreu anteriormente, em 1981, e cita especificamente Osama bin Laden como um dos principais financistas sauditas.

## Membros da aliança
Havia sete membros da Aliança Mujahidin do Afeganistão, uma união islâmica predominantemente sunita. Consistia em:
- Facção Khalis – liderada por Khalis;
- Hezbi Islami – liderado por Hekmatyar;
- Jamiat-e Islami – liderado por Rabbani
  - Shura-e Nazar – um ramo da Jamiat-e Islami, liderado por Ahmad Shah Massoud, um dos comandantes mujahidin mais poderosos, a partir de 1984.
- União Islâmica para a Libertação do Afeganistão – liderada por Sayyaf;
- Frente Nacional Islâmica do Afeganistão – liderada por Gailani;
- Frente de Libertação Nacional do Afeganistão – liderada por Mojaddedi;
- Movimento de Revolução Islâmica e Nacional do Afeganistão – liderado por Mohammadi.